# 야마다 미쓰오
야마다 미쓰오(일본어: 山田 満夫, 1994년 5월 26일~)는 일본의 축구 선수이다.

## 구단 경력
그는 2013년 J2리그의 마쓰모토 야마가 FC에 입단했다. 2014년부터 2017년까지 센다이 대학에서 활동하였다. 2018년 J2리그의 마쓰모토 야마가 FC로 입단했다. 2019년 J3리그의 아술 클라로 누마즈로 이적했다.